# Viva la Vida
"Viva la Vida" (/ˈviːvə lə ˈviːdə/; tiếng Tây Ban Nha: [ˈbiβa la ˈβiða]) là một ca khúc của ban nhạc alternative rock nước Anh Coldplay. Bài hát do tất cả các thành viên của nhóm sáng tác cho album phòng thu thứ tư của họ Viva La Vida or Death and All His Friends (2008) và được phát hành làm đĩa đơn mở đầu cho album. Trong album, bài hát này là phần tiếp nối với đĩa đơn "Violet Hill" sau đó. "Viva la Vida" trong tiếng Tây Ban Nha có nghĩa là "Cuộc đời dài lâu". Ca từ của bài hát có chứa đựng những tài liệu tham khảo lịch sử và Kitô giáo, phần nhạc được xây dựng quanh một tiếng nhạc giao hưởng lặp đi lặp lại trong trạng thái hòa âm với tiếng đàn piano diễu hành và nền tiếng trống lục lạc.
Bài hát đã được phát hành vào ngày 12 tháng 6 năm 2008 làm đĩa đơn thứ hai của album, nhận được những đánh giá tốt và đạt thành công đáng kể về thương mại. "Viva la Vida" đã đạt vị trí quán quân trên cả UK Singles Chart Anh quốc và Billboard Hot 100 Mỹ, là đĩa đơn quán quân đầu tiên của nhóm ở thị trường Mỹ và Vương quốc Anh. Bài hát đã đoạt giải Grammy cho Bài hát của năm và Trình diễn Song ca/Nhóm nhạc giọng pop xuất sắc nhất năm 2009. Đây cũng là ca khúc thứ sáu trong lịch sử nhạc số đạt được hơn 4 triệu lượt download.

## Thông tin
Tên gọi tiếng Tây Ban Nha của bài hát "Viva la Vida" bắt nguồn từ tên một bức vẽ của họa sĩ người Mexico Frida Kahlo vào thế kỉ XX. Trong tiếng Tây Ban Nha "viva" là một thành ngữ dùng để ngợi ca ai đó hoặc điều gì đó, vì vậy "Long live life" là một bản dịch chính xác và bức tranh phản ánh sự mỉa mai của nghệ sĩ về việc tán dương cuộc sống trong khi lại đau khổ về thể xác. Khi được hỏi về tiêu đề của album, đề cập đến sức mạnh của Frida Kahlo như chịu đựng bệnh bại liệt, một chiếc xương sống bị gãy và một thập kỉ của nỗi đau mãn tính, Chris Martin nói: "Tất nhiên là cô ấy đã trải qua nhiều nỗi đau, và rồi cô bắt đầu một nỗi đau lớn trong nhà của mình mà nói 'Viva la Vida', tôi chỉ yêu tính dũng cảm của nó". "Viva la Vida" dịch sang tiếng Anh có nghĩa là "Long live life" (Cuộc đời dài lâu).
Trong quá trình sản xuất album, "Viva la Vida" là một trong những bài hát đã gây tranh cãi trong nội bộ nhóm về việc lựa chọn phiên bản nào để phát hành. Trong một cuộc phỏng vấn, giọng ca chính Chris Martin có nói, "... chúng tôi đã thực hiện nhiều phiên bản khác nhau và cuối cùng đã dừng lại ở phiên bản này."

## Sáng tác
Không giống với nhạc nền của những bài hát khác của Coldplay với piano hoặc guitar là nhạc cụ chính, nhạc nền chính của "Viva la Vida" là một chuỗi âm lặp lại (ngay từ đầu bài hát), cùng với tiếng trống, guitar bass và các nhạc cụ gõ đều đặn (bao gồm timpani và church bell). Tất cả nhạc nền được thực hiện bởi tay violin Davide Rossi, người hợp tác với nhóm trong suốt quá trình thực hiện album. Bài hát được viết ở khóa La giáng trưởng, tempo 137 nhịp/phút. Dù Coldplay được cho là một ban nhạc alternative rock, "Viva la Vida" lại là một ca khúc baroque pop và chamber pop.

## Phát hành và quảng bá

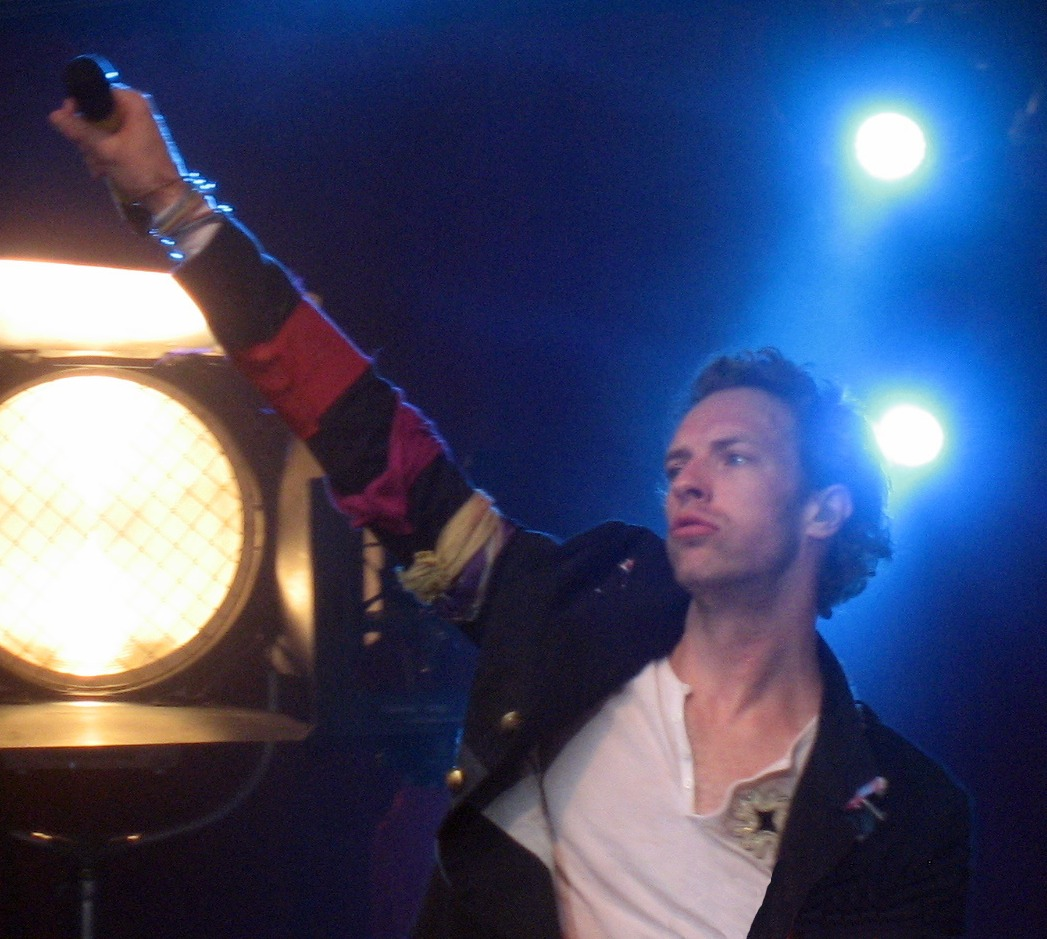
Chris Martin biểu diễn "Viva la Vida" trong Viva la Vida Tour của nhóm năm 2008.

Lúc đầu, "Viva la Vida" chỉ có thể mua bằng cách đặt trước trên iTunes album Viva la Vida or Death and All His Friends, điều này dẫn đến việc nó không đủ tiêu chuẩn có mặt trên UK Singles Chart. Đến ngày 25 tháng 5 năm 2008, bài hát được phát hành chỉ dưới dạng nhạc số tải về, và 1 đĩa CD ở châu Âu ngày 29 tháng 7 năm 2008 nhân dịp video bài hát được phát hành. "Viva la Vida" đã trở thành ca khúc bán chạy nhất trên iTunes năm 2008. Từ ngày 24 tháng 2 đến 24 tháng 12 năm 2008, một bản phối lại chính thức của bài hát ("Thin White Duke Mix") đã được đăng trên website chính thức của nhóm.
Coldplay đã biểu diễn trực tiếp bài hát trong tập "Million Dollar Maybe" của bộ phim Mỹ nổi tiếng The Simpsons. Bài hát cũng đã được sử dụng trong chiến dịch quảng cáo iPod của Apple Inc.. Coldplay biểu diễn trực tiếp lần đầu ca khúc này trong MTV Movie Awards 2008. Kể từ đó, bài hát bắt đầu xuất hiện rộng rãi trên các phương tiện truyền thông, trong đó có nhạc phim vở soap opera Brasil A Favorita, góp phần giúp "Viva la Vida" được xếp hạng ở Brasil, nơi telenovela này được lên sóng.

## Đón nhận
"Viva la Vida" đã được đề cử cho "Thu âm của năm", đoạt giải "Bài hát của năm" và "Ban nhạc thể hiện nhạc pop xuất sắc nhất" tại Giải Grammy năm 2009. Bài hát cũng đoạt giải thưởng Ivor Novello Award cho "Đĩa đơn của nghệ sĩ người Anh bán chạy nhất". Bài hát này cũng nằm trong danh sách thường niên "100 Ca khúc hay nhất" của Rolling Stone năm 2008, tại vị trí số 9.

### Thành tích xếp hạng
"Viva la Vida" là ca khúc thành công nhất của Coldplay cho đến nay. Ngoài có được số lượt tải về lớn, bài hát cũng đạt vị trí quán quân trên bảng xếp hạng Billboard Hot 100 Hoa Kỳ, trở thành đĩa đơn quán quân đầu tiên của nhóm và đĩa đơn top 10 thứ hai của họ trên bảng xếp hạng này. Đây cũng là ca khúc đầu tiên của một nghệ sĩ người Anh đạt vị trí quán quân trên Billboard Hot 100 kể từ sau "Wannabe" của Spice Girls năm 1996, cũng là ca khúc đầu tiên bởi một ban nhạc rock anh đạt vị trí quán quân kể từ ca khúc "Can't Help Falling in Love" của UB40 năm 1993. Dù đã có doanh số nhạc số cao từ trước, sau khi được phát hành chính thức, bài hát vẫn lọt vào top 10 ở radio Mỹ, đạt đến vị trí số 8 trên Hot 100 Airplay và đây cũng là vị trí cao nhất của họ trên bảng xếp hạng này từ trước đến nay.
"Viva la Vida" cũng là ca khúc đầu tiên dẫn đầu cả hai bảng xếp hạng Hot 100 và Modern Rock Tracks kể từ "How You Remind Me" của Nickelback năm 2001. Trên bảng xếp hạng Billboard Adult Top 40, đây là đĩa đơn quán quân đầu tiên của nhóm, cũng là đĩa đơn đầu tiên của hãng Capitol Records đạt vị trí quán quân trên bảng xếp hạng. Đĩa đơn đã đạt chứng nhận 3 đĩa Bạch kim bởi Hiệp hội Công nghiệp ghi âm Hoa Kỳ. Đến tháng 1 năm, nó đã bán được 6 triệu bản ở Mỹ.
Đĩa đơn cũng đạt thành công tương tự ở Vương quốc Anh. Cho dù lúc đầu bài hát không đủ tiêu chuẩn để có mặt trong các bảng xếp hạng ở Anh do chỉ có thể được mua trên iTunes, ca khúc vẫn đạt đến vị trí quán quân của UK Singles Chart sau khi album được phát hành, trở thành đĩa đơn đầu tiên của Coldplay đạt vị trí quán quân ở đây.
Tại Canada, đĩa đơn xuất hiện lần đầu trên Canadian Hot 100 ngày 24 tháng 5 ngay ở vị trí số 4, tuy nhiên nó đã không đạt được thứ hạng cao hơn. Nó cũng là ca khúc đạt thứ hạng cao nhất của Coldplay tại Úc, với vị trí số 2.
Ở Tây Ban Nha, đĩa đơn đạt được vị trí số 2 và đạt chứng nhận 2 đĩa Bạch kim với trên 80.000 bản bán được. Bài hát này cũng được chơi nhiều trên các sóng phát thanh Tây Ban Nha.

### Cáo buộc bản quyền

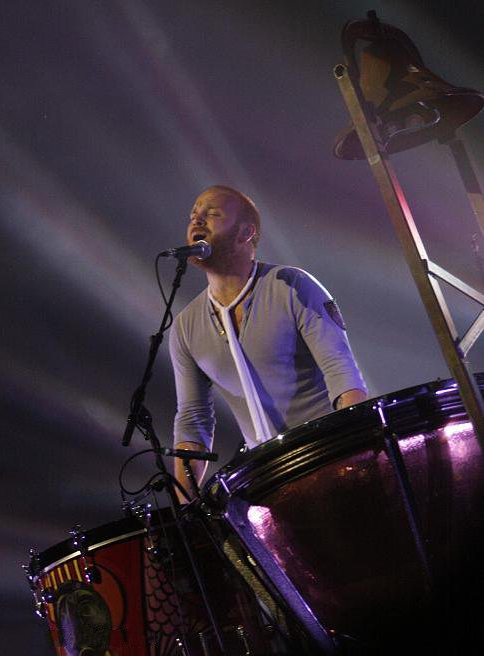
Will Champion thể hiện "Viva la Vida" trong Viva la Vida Tour.

Ca khúc "Viva la Vida" của Coldplay bị cáo buộc là đạo nhạc từ ca khúc "The Songs I Didn't Write" bởi một ban nhạc alternative Mỹ có tên Creaky Boards. Thành viên Andrew Hoepfner của Creaky Boards nói rằng Chris Martin đã nghe họ hát ca khúc này tại một live show tháng 10 năm 2007. Ban nhạc này đã thực hiện một video clip, trong đó so sánh một đoạn nhạc so sánh hai bài hát. Coldplay đã phủ nhận cáo buộc trên, và phát ngôn viên Murray Chambers của nhóm nói rằng Martin đã ở AIR Studios, Luân Đôn vào thời gian đó. Hơn nữa, Coldplay đã thu âm một bản demo của "Viva la Vida" vào tháng 3 năm 2007, rất lâu trước khi Creaky Boards biểu diễn nó vào tháng 10 năm đó. Creaky Boards sau đó đã rút lại cáo buộc và nói thêm rằng, cả hai ca khúc có thể đã cùng lấy cảm hứng từ trò chơi The Legend of Zelda.
Ngày 4 tháng 12 năm 2008, Joe Satriani đã đệ đơn kiện Coldplay tại Los Angeles về vấn đề bản quyền ca khúc này. Anh nói "Viva la Vida" lấy phần lớn nhạc từ "If I Could Fly" trong album Is There Love in Space? của anh. Ban nhạc cũng phủ nhận điều này và cho rằng sự tương tự này là "hoàn toàn ngẫu nhiên". Ngày 14 tháng 9 năm 2009, đơn kiện bị bác bỏ bởi Thẩm phán Liên Bang quận miền trung California.
Tháng 5 năm 2009, Yusuf Islam nói rằng bài hát này rất giống với ca khúc "Foreigner Suite" của anh (được thu âm với nghệ danh trước đó của anh, Cat Stevens). Tay trống của Coldplay Will Champion đã phủ nhận tuyên bố này và nói: "Chúng tôi có thể tự tin nói rằng chúng tôi không làm điều gì sai cả." Sau đó vào tháng 6 năm 2009, Islam đã nói rằng, "họ đã sao chép bài hát này nhưng tôi không nghĩ là họ cố ý. Tôi không muốn họ nghĩ rằng tôi đang tức giận với họ. Tôi sẵn sàng ngồi xuống, uống một tách trà với họ và để họ biết rằng điều đó chẳng sao cả".

## Video âm nhạc
Video âm nhạc chính thức cho "Viva la Vida" do Hype Williams đạo diễn và đã có mặt trên website chính thức của Coldplay ngày 1 tháng 8 năm 2010. Video chiếu cảnh ban nhạc biểu diễn trên khung nền mờ bức tranh Nữ thần Tự do dẫn dắt nhân dân của Eugène Delacroix. Tính đến nay video đã có trên 569 triệu lượt xem trên YouTube.
Một phiên bản khác, thứ hai của "Viva la Vida" đã được quay tại The Hague, Hà Lan, do Anton Corbijn đạo diễn và đã được phát hành song song với phiên bản chính thức.

## Phiên bản hát lại

### Phiên bản Darin
Ca sĩ người Thụy Điển Darin đã thu âm một phiên bản của "Viva la Vida" vào năm 2009 và phát hành nó làm đĩa đơn cho album phòng thu 2010 của anh, Lovekiller. Bài hát đã đạt vị trí quán quân trên Swedish Singles Chart trong 2 tuần.
Năm 2010, ca khúc một lần nữa là đĩa mặt B của "You're Out of My Life". Hai ca khúc này đã đạt vị trí số 3 trên Swedish Singles Chart của Thụy Điển.
Tại Thụy Điển, phiên bản của Coldplay có mặt trên bảng xếp hạng trong 49 tuần từ 15 tháng 5 năm 2009 đến 23 tháng 10 năm 2009, và chỉ đạt được vị trí số 7,.

### Các bản hát lại khác
- Rosé (BLACKPINK) đã cover lại ca khúc  vào ngày sinh nhật của mình.
- Lady Gaga đã thể hiện một phiên bản accoustic của bài hát bằng đàn piano trên "Radio 1 Live Lounge", thay đổi một số từ trong lời bài hát.
- Pet Shop Boys hát lại bài hát này trong Pandemonium Tour năm 2009, được phối cùng với phần điệp khúc ca khúc "Domino Dancing" của họ. Họ cũng hát lại bài hát trong Glastonbury Festival 2010.
- Tim Urban hát lại bài hát này trong mùa thứ 9 của American Idol.
- Matt Giraud hát lại bài hát này trong mùa thứ 8 của American Idol.
- K'naan hát lại bài hát tại Mod Club Theatre và trong một số live show của anh năm 2009.
- Westlife biểu diễn bài hát tại O2 Blueroom ở Dublin ngày 20 tháng 8 năm 2010.
- Taylor Swift biểu diễn một phiên bản acoustic của bài hát trong chương trình Simon Mayo Drivetime trên BBC Radio 2.

## Danh sách bài hát
Nhạc số tải về
1. "Viva la Vida" (Bản mới) – 4:04

CD quảng cáo
1. "Viva la Vida" (Bản radio) – 3:45
2. "Viva la Vida" (Bản album) – 4:01

CD chính thức
1. "Viva la Vida" – 4:02
2. "Death Will Never Conquer" – 1:17

Phiên bản Bootleg
1. "Viva la Vida - DMS12 mix" – 7:01

## Xếp hạng
| Bảng xếp hạng (2008)                  | Vị trí cao nhất |
| ------------------------------------- | --------------- |
| Anh Quốc (OCC)                        | 1               |
| Áo (Ö3 Austria Top 40)                | 6               |
| Bỉ (Ultratop 50 Flanders)             | 4               |
| Bỉ (Ultratop 50 Wallonia)             | 7               |
| Canada (Canadian Hot 100)             | 4               |
| Cộng hòa Séc (Rádio Top 100)          | 1               |
| Đan Mạch (Tracklisten)                | 8               |
| Đức (GfK)                             | 5               |
| Châu Âu Hot 100 Singles (Billboard)   | 3               |
| Hà Lan (Dutch Top 40)                 | 1               |
| Hà Lan (Single Top 100)               | 4               |
| Ireland (IRMA)                        | 3               |
| Na Uy (VG-lista)                      | 5               |
| Nhật Bản (Japan Hot 100)              | 90              |
| New Zealand (Recorded Music NZ)       | 16              |
| Polish Singles Chart                  | 1               |
| Phần Lan (Suomen virallinen lista)    | 10              |
| Pháp (SNEP)                           | 7               |
| Slovakia (Rádio Top 100)              | 1               |
| Tây Ban Nha (PROMUSICAE)              | 2               |
| Thụy Điển (Sverigetopplistan)         | 7               |
| Thụy Sĩ (Schweizer Hitparade)         | 5               |
| Úc (ARIA)                             | 2               |
| Hoa Kỳ Billboard Hot 100              | 1               |
| Hoa Kỳ Pop Airplay (Billboard)        | 12              |
| Hoa Kỳ Adult Pop Airplay (Billboard)  | 1               |
| Hoa Kỳ Alternative Songs (Billboard)  | 1               |
| Hoa Kỳ Adult Contemporary (Billboard) | 1               |
| Ý (FIMI)                              | 2               |

| Bảng xếp hạng (2008)               | Vị trí |
| ---------------------------------- | ------ |
| Canadian Hot 100                   | 9      |
| Đức                                | 26     |
| Thụy Điển                          | 16     |
| Anh Quốc UK Singles Chart          | 25     |
| US Billboard Hot 100               | 13     |
| Bảng xếp hạng (2009)               | Vị trí |
| Úc                                 | 92     |
| Canadian Hot 100                   | 21     |
| Tây Ban Nha                        | 10     |
| Thụy Sĩ                            | 31     |
| Anh Quốc UK Singles Chart          | 126    |
| US Billboard Hot 100               | 55     |
| Venezuela Pop Rock (Record Report) | 1      |

| Bảng xếp hạng (2000–2009) | Vị trí |
| ------------------------- | ------ |
| Hoa Kỳ Billboard Hot 100  | 49     |

| Quốc gia    | Chứng nhận  |
| ----------- | ----------- |
| Anh Quốc    | Bạch kim    |
| Bỉ          | Vàng        |
| Brasil      | Bạch kim    |
| Đan Mạch    | Bạch kim    |
| Đức         | Vàng        |
| Hoa Kỳ      | 6× Bạch kim |
| New Zealand | Bạch kim    |
| Phần Lan    | Vàng        |
| Tây Ban Nha | 2× Bạch kim |
| Thụy Sĩ     | Bạch kim    |
| Úc          | Bạch kim    |
| Ý           | Đa bạch kim |